# Tsutomu Shimomura
Tsutomu Shimomura (japonès: 下村 努, Shimomura Tsutomu) (Nagoya, Japó, 23 d'octubre de 1964) és un científic japonès expert en física computacional i seguretat informàtica. És considerat un furoner de barret blanc perquè no utilitza les seves habilitats informàtiques per delinquir.
Actualment viu als Estats Units i col·labora com a associat amb el San Diego Supercomputer Center. El seu salt a la fama es va produir el 1995, any que va col·laborar amb el periodista John Markoff per ajudar al FBI a capturar un dels furoners més buscats del moment: Kevin Mitnick.

## Biografia
Nascut al Japó, Tsutomu Shimomura és el fill de Osamu Shimomura, guanyador del Premi Nobel de Química pel desenvolupament de la proteïna de fluorescència verda (GFP). Tsutomu va passar la seva adolescència a Princeton, Nova Jersey, on va estudiar a Princeton High School.
Va estudiar física amb el Premi Nobel Richard Feynman a California Institute of Technology i més endavant va treballar en un departament d'investigació i recerca amb el físic Steven Wolfram.
Degut al gran coneixement adquirit durant els seus anys de formació, l'estiu de 1984 va començar a treballar a Thinking Machines Corporation ajudant en el disseny de sistemes de tractament de grans bases de dades.
A finals de 1984 va començar a treballar com a físic computacional a Los Alamos National Laboratory on va ser un dels principals artífexs del desenvolupament d'un computador paral·lel avançat. També va treballar a la divisió teòrica d'aquest laboratori amb Brosl Hasslacher, un dels principals investigadors del país en l'àmbit de la física computacional, ajudant-lo en el desenvolupament del Lattice Gas Automata, uns mètodes informàtics per a la simulació de comportament de fluids.
El 1989 va ingressar al departament de física de la University of California de San Diego com a investigador.
Posteriorment va començar a treballar en l'àmbit de la seguretat informàtica i des d'aleshores ha col·laborat amb nombroses agències governamentals en qüestions de seguretat i delinqüència informàtica.
El 1992 va declarar davant d'un comitè presidit per Edward Markey sobre qüestions relacionades amb la falta de seguretat i privacitat dels telèfons mòbils.

## Tsutomu Shimomura contra Kevin Mitnick
A finals de 1994 i principis de 1995 es va produir l'esdeveniment que el va convertir en un personatge famós. Va ser aquest any quan va col·laborar amb el FBI per tal de localitzar a Kevin Mitnick, un furoner acusat d'entrar i d'haver robat programari a alguns dels ordinadors més segurs dels Estats Units, inclosos alguns dels ordinadors de Tsutomu Shimomura.
En el Nadal de 1994 es va produir un dels fets que podem dir, més fascinants des del punt de vista de la seguretat informàtica i, probablement, un gran cas d'estudi. En aquestes dates, el furoner més conegut del món, Kevin Mitnick, va intentar robar a Shimomura, que era un dels experts més importants de seguretat i consultor famós, una sèrie de fitxers. Shimomura va protegir els seus sistemes en el seu domicili, ja que tenia en compte un possible atac contra els seus servidors. En ser un informàtic tan conegut, era probable que algú intentés "hackejar-lo" per obtenir reconeixement en el món dels furoners. El sistema de seguretat de Shimomura constava d'un servidor al qual només es podia accedir des d'una màquina client, amb la qual cosa s'havia d'implementar una relació de confiança entre les màquines internes. El sistema operatiu client i el sistema operatiu del servidor en execució era un sistema operatiu Solaris, de Sun Microsystems, específicament la versió 4 d'aquest (SunOS4) i tenia una xarxa connectada permanentment a Internet, en la que tenia registrat el domini "Toad.com”.
Aprofitant unes vacances en que Shimomura estava de viatge a casa d'un amic a San Francisco, Mitnick va començar el seu atac. Per començar, va executar sentències finger per revisar els usuaris típics d'un sistema, i així conèixer quins usuaris hi havia i les relacions en les quals els equips confiaven entre si. Per continuar, va realitzar un atac de denegació de servei (DoS) mitjançant SYN flood, així va aconseguir bloquejar al servidor. D'aquesta manera, l'atacant va silenciar al servidor, que en estar silenciat no podia generar cap advertència. Un cop silenciat el servidor, Mitnick va centrar-se en la màquina client, comprovant debilitats en la Pila TCP/IP de manera que, mitjançant SYN / ACK, va anar aprenent com s'establien les connexions en la relació de confiança. Aquests intents de connexió es realitzaven des "apollo.it.luc.edu". Un cop revisada la pila TCP, va buscar una forma de connectar amb el servidor i, mitjançant spoofing, va aconseguir emular al servidor atacat de manera que no donés signes de funcionament i, d'aquesta manera va aconseguir obrir un socket o port en el client. Per finalitzar, un cop oberta una sessió, fent servir l'ordre #rlogin-l root va poder prendre el control de la màquina client.
Kevin Mitnick, de fet, no va utilitzar cap tècnica inventada per ell, simplement va fer ús de les eines que qualsevol pot trobar a internet avui en dia. Tot i que en aquella època no estaven tan esteses.
Shimomura, en assabentar-se de l'atac, va denunciar-ho a les autoritats i va col·laborar amb l'FBI per tal de localitzar-lo. Kevin Mitnick va ser arrestat gràcies a un sistema de localització de trucades que va idear Shimomura i que, a més, de la localització permetia escoltar-les. Aquest sistema, però, el va idear molt abans que es produís el cas Mitnick i gràcies a ell va poder envair el sistema de la AT&T durant la seva etapa com a furoner del "costat fosc". Com a referència existeix el llibre escrit pel mateix Shimomura amb la col·laboració del periodista John Markoff: Takedown: The pursuit and capture of Kevin Mitnick, America's most wanted computer outlaw - by the man who did it and John Markoff.

## Takedown
En llibre, Take Down explica la persecució i captura de Kevin Mitnick, el furoner més buscat dels Estats Units. Shimomura explica tot el que va passar una nit de Nadal: ell estava fora però els seus ordinadors estaven encesos i algú treballava amb ells. Kevin Mitnick havia aconseguit entrar en el sistema de Tsutomu, l'home que més sabia de seguretat informàtica als Estats Units. A Mitnick li interessava molt un programari d'un telèfon mòbil Oki. Segurament aquesta obsessió per aconseguir-lo el va portar complir condemna a la presó.
Mitnick va ser alliberat el gener de l'any 2000 després de passar cinc anys a una presó federal. En l'actualitat, a més a més de ser consultor de seguretat, es dedica a donar conferències sobre la protecció de les xarxes informàtiques i enginyeria social, etc. a tot el món i a escriure llibres i recaptant milions de dòlars amb aquestes activitats.
Més endavant, l'any 2000 es va fer una pel·lícula basada en el llibre anomenada Takedown i dirigida per Joe Chapelle.